# Valdas Dambrauskas
Valdas Dambrauskas (ur. 7 stycznia 1977 w Pokrojach) – litewski trener piłkarski.
W swojej karierze prowadził Kingsbury London Tigers, młodzieżowe reprezentacje Litwy, Ekranas Poniewież, Žalgiris Wilno, FK RFS, HNK Gorica i Łudogorec Razgrad.

## Życiorys
Dambrauskas nigdy nie był piłkarzem, a jego marzeniem było zostanie trenerem piłkarskim. W roku 2002, zgłosił się do litewskiego teleturnieju Šeši nuliai milijonas, przypominającego Milionerów. Dambrauskas wygrał 3000 litów, a całą wygraną przeznaczył na wyjazd do Wielkiej Brytanii, celem ukończenia kursów trenerskich. Zamieszkał w Londynie, gdzie studiował nauki o sporcie na London Metropolitan University, a następnie odbył staż w kilku klubach angielskich, w tym w Manchesterze United, Fulham FC i Brentford FC.
Jego pierwszym samodzielnie prowadzonym klubem był Kingsbury London Tigers w Premier Division Spartan South Midlands Football League, z którym osiągnął najwyższe w jego historii miejsce. W roku 2009 został selekcjonerem reprezentacji Litwy do lat 17.

## Sukcesy

### Klubowe
Žalgiris Wilno
- Mistrz Litwy: 2015, 2016
- Zdobywca Pucharu Litwy: 2014/2015, 2015/2016, 2016
- Zdobywca Superpucharu Litwy: 2016, 2017

FK RFS
- Wicemistrz Łotwy: 2019
- Zdobywca Pucharu Łotwy: 2019
- Zdobywca pucharu ligi łotewskiej: 2018

Łudogorec Razgrad
- Mistrz Bułgarii: 2020/2021
- Zdobywca Superpucharu Bułgarii: 2021

### Indywidualne
- Nagroda ActiveWestminster dla najlepszego trenera: 2010
- Najlepszy trener rundy A Lygi: 2016 3. runda, 2017 1. runda
- Litewski trener roku: 2016[6]